# Shin Dam-yeong
Shin Dam-yeong (koreanisch 신담영; * 2. Oktober 1993 in Südkorea) ist eine südkoreanische Fußballspielerin. Seit 2014 ist sie A-Nationalspielerin ihres Landes.

## Karriere

### Vereine
Von 2015 bis 2018 spielte Shin Dam-yeong für den Verein Suwon FC Women in der WK League, der höchsten Spielklasse im südkoreanischen Frauenfußball. 2019 zum Ligakonkurrenten Incheon Hyundai Steel Red Angels gewechselt, stellten sich auch ihre persönlichen Erfolge ein; sie gewann mit ihrer Mannschaft dreimal in Folge die Meisterschaft. In der Spielzeit 2022 zum Ligakonkurrenten Sejong Sportstoto gewechselt, gehört sie dem Verein auch gegenwärtig an.

### Nationalmannschaft
Shin spielte in den Jahren 2009 und 2010 für die U17-Nationalmannschaft und bestritt zwölf Länderspiele, in denen ihr ein Tor gelang. Mit ihr nahm sie an der auf Trinidad und Tobago ausgetragenen Weltmeisterschaft 2010 teil und bestritt alle sechs Turnierspiele – einschließlich des am 25. September in Port of Spain mit 5:4 im Elfmeterschießen gegen die U17-Nationalmannschaft Japans gewonnenen Finales. Im ersten Spiel der Gruppe B gelang ihr am 5. September in Scarborough, beim 3:1-Sieg über die U17-Nationalmannschaft Südafrikas mit dem Treffer zum Endstand in der 77. Minute ihr einziges Tor im Turnier.
Für die U20-Nationalmannschaft bestritt sie im Jahr 2012 vier Länderspiele, alle bei der altersbezogenen Weltmeisterschaft 2012 auf Japan. Nach drei Spielen in der Gruppe B unterlag sie mit ihrer Mannschaft der U20-Nationalmannschaft Japans im Viertelfinale am 30. August in Tokio mit 1:3.
Seit 2014 spielt sie für die A-Nationalmannschaft. Ihr erstes Länderspieltor erzielte sie bei der Teilnahme ihrer Mannschaft am Fußballturnier im Rahmen der Asienspiele am 21. September 2014 in Incheon beim 13:0-Sieg über die Nationalmannschaft der Malediven im dritten Spiel der Gruppe I mit dem Treffer zum 5:0 in der 61. Minute.
Ursprünglich sollte sie an der Weltmeisterschaft 2015 teilnehmen, doch als sie sich verletzte, rückte für sie Kim Hye-yeong am 4. Juni 2015 nach. Sie nahm mit ihrer Mannschaft am Turnier um den Zypern-Cup 2017 teil, bestritt alle drei Spiele der Gruppe B und gelangte mit ihrer Mannschaft als einer von zwei besten Gruppensiegern ins Finale. In diesem, am 8. März in Larnaka ausgetragen, war sie ebenfalls eingesetzt und unterlag mit ihrer Mannschaft der Schweizer Nationalmannschaft mit 0:1.
Ihr bislang letztes und 38. A-Länderspiel bestritt sie am 17. Juni 2019 in Reims bei der 1:2-Niederlage gegen die Nationalmannschaft Norwegens mit dem letzten Spiel der Gruppe A bei der Teilnahme ihrer Mannschaft an der Weltmeisterschaft in Frankreich.

## Erfolge
Nationalmannschaft
- Zypern-Cup-Finalist 2017
- Turnierdritter Asienspiele 2014
- U17-Weltmeister 2010

Incheon Hyundai Steel Red Angels
- Südkoreanischer Meister 2019, 2020, 2021